# آبدان گرواسیس
آبدان گرواسیس، (به انگلیسی: Groasis Waterboxx) یک جعبه طراحی شده برای کمک به رشد درختان در مناطق خشک است. با استفاده از این نوآوری کاشت درختان در اراضی خشک بیابانی یا سنگلاخ و کوهستانی بدون استفاده از آبیاری و صرف انرژی انجام می‌گیرد و در سال ۲۰۱۰ موفق به کسب مقام بهترین نوآوری در زمینه فناوری سبز از ماهنامه پاپیولار ساینس که ماهنامهٔ آمریکایی است که هرساله ده دانشمند برگزیدهٔ سال را معرفی می‌کند شد.

## روش کار
جعبه گرواسیس ضمن استفاده از ذخیره آب موجود در خود، نزولات جوی را هم در داخل مخزنش ذخیره کرده و بر اساس قانون نقطه شبنم رطوبت هوای محیط را هم به قطرات اب تبدیل نموده و در خود ذخیره می‌نماید و در عین حال مانع تبخیر آبی که به اطراف گیاه می‌فرستد شده و به عنوان قیم در زمان وزش باد عمل کرده، در شب به نهال گرما داده و در روز برای نهال محیط خنک و سایه فراهم می‌کند.

## کاربرد
سامانه گرواسیس برای کاشت درختان مثمر و غیر مثمر و گیاهان بوته‌ای، همچنین حفظ محیط زیست (ایجاد پوشش سبز و مقابله با پدیده گرد و غبار)، احیا جنگلها، احداث باغات دیم بخصوص در دامنه کوه‌ها که اکنون با راندمان پایین و فرسایش بالای خاک به کشت غلات دیم اختصاص دارد، به خوبی کارایی داشته و قابل استفاده است.

## طراحی
جنس این جعبه‌ها پلی پروپیلن بوده و عمر مفید آن ده سال است و در هر سال با ان یک درخت کاشته می‌شود و در پایان سال ان را از روی درخت برداشته و درخت دیگری با ان کاشته می‌شود. این آبدان‌ها در دو مدل نوع پلی پروپیلن و مدل یک بار مصرف (تجزیه‌پذیر) تولید می‌شوند.

## کارگزاری
کاشت با این جعبه‌ها دارای چهار مرحله است. نخست انتخاب گونه درخت متناسب با شرایط آب و هوایی و بارش‌های منطقه کاشت، سپس پرورش نهال سالم با ریشه اصلی مستقیم است. در فرایند پرورش نهال در نهالستان‌ها به دلیل بسته بودن انتهای گلدان‌ها، ریشه اصلی منحرف و دچار پیچ‌خوردگی می‌شود و حتی گاهی به سمت بالا حرکت می‌کند که سطحی بودن ریشه‌ها ادامه حیات چنین نهالی را بدون آبیاری غیرممکن می‌کند. چرا که به‌صورت طبیعی ریشه فتوتروپیسم منفی دارد و هر طرف که نور باشد خلاف جهت آن حرکت می‌کند؛ ولی ما با استفاده از گلدان‌هایی که انتهای آن‌ها بسته است در زمان رشد نهال در نهالستان مانع توسعه طبیعی ریشه به سمت اعماق خاک می‌شویم.
مرحله دوم، استفاده از مکمل رشد EM (یا همان ریزاندامگان کارآ) در خاک محل کاشت نهال است. میکروارگانیسم‌های درون EM که شامل ۱۲۰ گونه میکروارگانیسم بوده و بیش از یک میلیون در هر میلی لیتر می‌باشند فضای بی نظیری را برای ریشه گیاه به وجود آورده و ضمن آزادسازی به موقع مواد مغذی و در دسترس قرار دادن آن برای ریشه، با شبکه گسترده‌ای که در اطراف آن ایجاد می‌کند از تبخیر آب جلوگیری کرده و همچنین موادغذایی به‌ویژه فسفر و آهن را به سرعت به ریشه می‌رساند که باعث می‌شود فرایند رشد نباتات به صورت چشمگیری تقویت شود.
مرحله سوم عدم دستکاری و تخریب ساختار مویرگی (کاپیلاری) خاک محل کاشت نهال در زمان حفر چاله است. اگر از مته‌های حلزونی استفاده کنیم، به‌دلیل کوبیده و سخت شدن کف و دیواره چاله لوله‌های موئینه موجود بین ذرات تشکیل‌دهنده خاک تخریب شده و توسعه ریشه نهال را در خاک دچار مشکل خواهیم کرد مضافاً اینکه حرکت مولکول‌های آب در بخش‌های کوبیده شده انجام نخواهد شد.
مرحله چهارم؛ پس از تهیه نهال و کاشت آن با رعایت شرایط فوق، واترباکس را روی نهال گذاشته و پس از آبیاری (۲۵ لیتر) نهال، حدود ۱۵ لیتر آب در مخزن واترباکس می‌ریزند و از آن پس در مدت یک سالی که این ظرف روی نهال خواهد ماند هیچ آبیاری انجام نخواهد شد و در حقیقت آب موجود در واتر باکس از طریق فتیله و به‌صورت نم در اطراف نهال توزیع شده و به‌هیچ وجه تبخیر نمی‌شود هم‌زمان به‌دلیل شیبدار بودن درپوش بالایی این ظرف، نزولات جوی به داخل مخزن آن هدایت شده، واترباکس هم‌زمان براساس قانون نقطه شبنم رطوبت موجود در هوا را نیز به قطرات آب تبدیل کرده و در مخزن خود ذخیره می‌کند. این شرایط حتی برای مناطق گرم و خشکی مانند فارس، کرمان، یزد، سمنان، طبس و اصفهان نیز یکسان است.

## سودمندی‌ها
واترباکس گرواسیس برای نهال در مقابل باد به‌عنوان قیم عمل کرده و خاک و هوای اطراف نهال همواره در شرایط گرمای هوای محیط (روزها)، خنک بوده و در شرایط سرمای محیط (شب‌ها)، هوا و خاک اطراف نهال گرم‌تر از بقیه نقاط است؛ ضمن اینکه رطوبت خاک اطراف نهال به‌علت وجود واترباکس روی آن، تبخیر نمی‌شود و در اطراف نهال علف‌های هرز نمی‌روید. به این ترتیب بهره‌وری استفاده از آب به صددرصد می‌رسد و با کمترین میزان مصرف آب بیشترین راندمان به دست می‌آید.